# Lophoptera bigoti
Lophoptera bigoti är en fjärilsart som beskrevs av Emilio Berio 1971. Lophoptera bigoti ingår i släktet Lophoptera och familjen nattflyn. Inga underarter finns listade i Catalogue of Life.